# Вила глумице Марице Поповић у Београду
Вила глумице Марице Поповић у Београду налази се у градској општини Савски венац, у улици Сењачкој 35 у Београду. Уврштена је у споменик културе Србије.

## Историјат и архитектура
Вила је саграђена 1939. године према пројекту руског архитекте Григорија Самојлова. Грађена је као породична вила за београдску глумицу Марију, познатију као Марица Поповић. Објекат је конципиран као слободностојећи, једноспратни објекат са главном фасадом изведеном у виду два крила која се спајају под тупим углом, отварајући се ка посматрачу. На њиховом споју налази се ваљкаста кула завршена купастим кровом. Изведена је са примесама северњачке архитектуре – наглашене косим крововима сва три крила и бондручним гредама утопљеним у бели малтер њихових фасада. Осим бондрука за изградњу виле коришћен је и камен у виду рустике у угловима објекта.
Вила Марије Поповић представља једно од Самојловљевих резиденцијалних остварења на Сењаку и Дедињу. Грађевина је пример интимизма, који је карактеристичан за четрдесете године 20. века, а својим изгледом изражава вид националног стила са „фолклорним“ елементима.